# Language Testing
Language Testing est une revue universitaire à comité de lecture qui publie des articles relatifs aux tests et à l'évaluation linguistiques. Actuellement ses rédacteurs en chef sont Luke Harding (Université de Lancaster) et Paula Winke (Université d’État du Michigan). Il a été créé en 1984 et est actuellement publié par SAGE Publications.

## Résumé et indexation
Language Testing sont résumés et indexés dans Scopus et le Social Science Citation Index. Selon le Journal Citation Reports, son facteur d'impact en 2010 est de 0,756, ce qui le place au 60e rang des 141 revues de la catégorie "Linguistique".